# Чаплинский поселковый совет (Чаплинский район)
Чаплинский поселковый совет (укр. Чаплинська селищна рада) — входит в состав
Чаплинского района
Херсонской области
Украины.
Административный центр поселкового совета находится в 
пгт Чаплинка.

## История
- 1794 — дата образования.

## Населённые пункты совета
- пгт Чаплинка
- с. Новое
- с. Червоный Яр